# Richard James (hudebník)
Richard James (* 27. března 1975) je velšský zpěvák, kytarista a baskytarista. V roce 1991 založil kapelu Gorky's Zygotic Mynci, ve které původně hrál převážně na baskytaru, nicméně po odchodu hlavního kytaristy převzal jeho post. Kapela vydala své poslední album v roce 2003 a zanedlouho ukončila svou činnost, přestože oficiální oznámení o rozpadu vydala až v květnu 2006. Právě roku 2006 vydal James své první sólové album nazvané The Seven Sleepers Den. Vedle jiných se na něm podílela houslistka Megan Childs, rovněž bývalá členka Gorky's Zygotic Mynci. Druhou sólovou nahrávku We Went Riding vydal o čtyři roky později a podílela se na něm například i zpěvačka Cate Le Bon nebo Euros Childs, frontman Gorky's Zygotic Mynci. Do roku 2015 vydal další dvě sólová studiová alba. Rovněž je členem skupiny Pen Pastwn.

## Sólová diskografie
- The Seven Sleepers Den (2006)
- We Went Riding (2010)
- Pictures in the Morning (2012)
- All the New Highways (2015)